# Иволгински дацан
Иволгинский дацан (на руски:Иволги́нский даца́н «Хамбы́н Хурэ́», на тибетски: དགའ་ལྡན་བཀྲ་ཤིས་ཆོས་འཁོར་གླིང) e будистки манастир-дацан в Бурятия, Русия 
Постановлението на Съвета на народните комисари на Бурят-Монголската автономна съветска социалистическа република от 2 май 1945 г. № 186 „За откриването на будисткия храм„ Хамбинское суме ”в улус Средния Иволга” разреши изграждането на нов дацан. Будистката общност започва да събира пари и религиозни съдове. Със събраните средства в долината Иволгинская в района на Ошор-Булаг е построена дървена къща, която е придобила вид на дуган. Според легендата мястото на храма било указано от бял кон, който сам дошъл на това място. Манастирът е важно място за поклонение на будистите не само в Русия, но и в целия свят.
На територията на манастирския комплекс има и сгради на резиденцията на сегашния XXIV Пандито Хамбо Лама Дамба Аюшеев, резиденцията на Дид Хамбо Лама в Република Бурятия.